# 线形肖峭
线形肖峭（学名：Tetragnatha filipes）为肖峭科肖峭属的动物。在中国大陆，分布于甘肃、四川等地。该物种的模式产地在甘肃。